# Охотничий замок

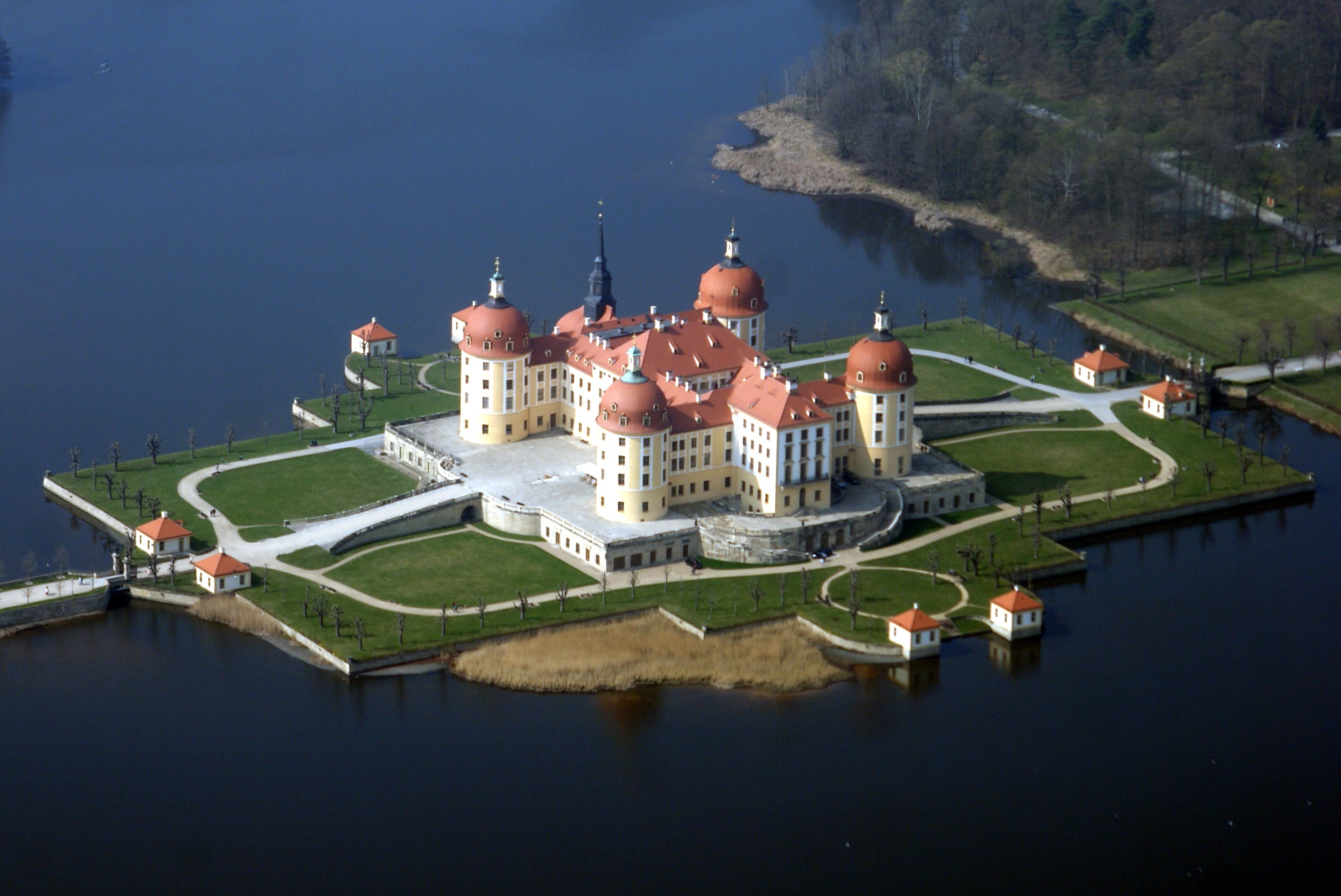
Охотничий замок Морицбург в Саксонии с высоты птичьего полёта

Охотничий замок — тип дворянского замка, построенного не в качестве резиденции и не для оборонительных функций, а как жилое здание во время выезда на охоту. Соответственно, подобный тип замка всегда находился непосредственно в охотничьих угодьях или рядом с ними. В зависимости от достатка собственника охотничьи замки могут очень отличаться размерами и роскошью внутреннего убранства. Известны как весьма скромные жилища для ночёвки во время продолжительной охоты, так и просторные комплексы со множеством помещений, скорее напоминающие дворцы.

## История

### Средние века
В Средние века охота стала для знати не средством добывания пищи, а важной частью развлечения и одновременно тренировкой боевых навыков. В мирное время дворяне именно на охоте могли совершенствовать свои навыки верховой езды и владения луком. Охота со временем превратилась в целое искусство и стала важным ритуалом для дворянского сословия. Короли и богатые аристократы выделяли в своих владениях специальные территории (как правило, в лесах), где простолюдины не имели права вести какую-либо деятельность без разрешения господина. Правда, крестьяне нередко охотно помогали в загоне дикого зверя. Ведь волки и медведи могли нападать на домашних животных, а олени и кабаны — наносить ущерб пашням.
Возникли даже особые законы — Охотничье право, в которых подробно регламентировался статус охотничьих угодий. Интересен пример немецких земель, где в эпоху Гогенштауфенов было проведено различие между «высокой охотой», предназначенной для высшей знати, которая имела право охотиться на крупную дичь, и «обычной охотой» для дворян попроще, где дозволялось травить небольших животных: зайцев, лис, птиц и пр.
Философ Никколо Макиавелли видел в охоте (со ссылкой на труды древнегреческого полководца и писателя Ксенофонта) «образы войны» и нашел их «достойным и необходимых занятием» для людей высокого ранга.
Настоящая охота могла занимать несколько дней и даже недель (если зверь вёл скрытный образ жизни и проживал в глубине лесов). Требовалось подготовиться, выследить дикого зверя и устроить его травлю. Поэтому в охотничьих угодьях стали возводить целые комплексы, где могли остановиться на ночлег феодал со свитой, а также его слуги, лошади и собаки.
В Средние века одним из самых важных знатоков и ценителей охоты Средних веков (в том числе соколиной охоты) был император Фридрих II Гогенштауфен. Он построил в своих обширных владениях несколько охотничьих замков, которые выглядели как внушительные крепости: Кастель-дель-Монте и Гравина-ин-Пулья. И в этом нет ничего удивительного. Император имел много врагов и всегда должен был быть готов к отражение вражеского нападения. От императора старались не отставать и могущественные Виттельсбахи — недалеко от Мюнхена они возвели замок Грюнвальд

### Новое время
Прекращение междоусобиц в XV веке отразилось и на интересе к охоте. Теперь у многих дворян было меньше возможности проявить свою удаль на войне, а значит спрос на охотничьи замки вырос. Вместе с тем уже не стоило опасаться внезапных набегов, а значит здание для охоты не обязательно следовало превращать в крепость. Появился новый тип загородных резиденций. Ранним примером, который сохранился с XV века, является построенный в 1542 году трёхэтажный охотничий замок короля Генриха VIII в лесу Эппинг.
Некоторые монархи не строили отдельные охотничьи замки, а перестраивали для нужд охоты старые фортификационные сооружения. В 1528 году французский король Франциск I провёл радикальную реконструкцию старого замкового комплекса Фонтенбло, чтобы в последующем каждую осень эта резиденция на протяжении веков служила монархам и их свите местом проведения масштабной охоты.
В в XVII–XVIII в моду вошла охота, в которой принимали участие сразу много людей. Это было одновременно и развлечение, и повод для общения. На такие мероприятия теперь приезжали и женщины. Теперь охота превратилась в весёлое шоу. В ней принимали участие десятки людей и своры из сотен собак. Травля диких зверей в глубокой чащей ушла в прошлое. Отныне оленей и других животных заранее прикармливали, а окружающие леса и луга прорезали системами проходов в форме звезды. В центре этих угодий часто и стоили охотничий замок. Разумеется, отныне непосредственно охота чередовалась с роскошными банкетами, балами и концертами. На действо могли съезжаться сотни. Следовательно охотничьи замки стали стремительно расти в размерах. Так возникло сразу несколько впечатляющих охотничьих замков в Саксонии: Августусбург (1568 год), Морицбург (1542 год, перестроен в 1723 году) и Хубертусбург (1721 год).
Однако в XVIII веке вновь стали появляться небольшие охотничьи замки, такие как Аугустусбург и Фалькенлуст в городке Брюль в Северном Рейне-Вестфалии, Амалиенбург в дворцовом парке Нимфенбург недалеко от Мюнхена или Клеменсверт. Последний из них специально создавался как уединённое жилище в среди лесов вдали от прочих поселений и маршрутов. Причём замок Фалькенлуст возник как место исключительно для соколиной охоты. Терраса на его крыше стартовой площадкой для охоты на фазанов.
Многие замки внутри стали активно украшаться трофеями: рогами оленей или чучелами убитых животных. Картины и гобелены, которые вешали стены, как правило, также посвящались темам охоты. Конечно же рядом строились конюшни, отдельные помещения для собак, хозяйственные постройки для размещения снаряжения. Не забывали и о ледяных погребах, где можно было хранить охотничьи трофеи.

### XIX и XX века
К XIX веку многие прежние охотничьи замки превратились в летние загородные резиденции. Мода на уединение, близость к природе и пребывание в тишине сделали прежние центры охоты идеальным жильём для аристократов и богачей.

## Галерея

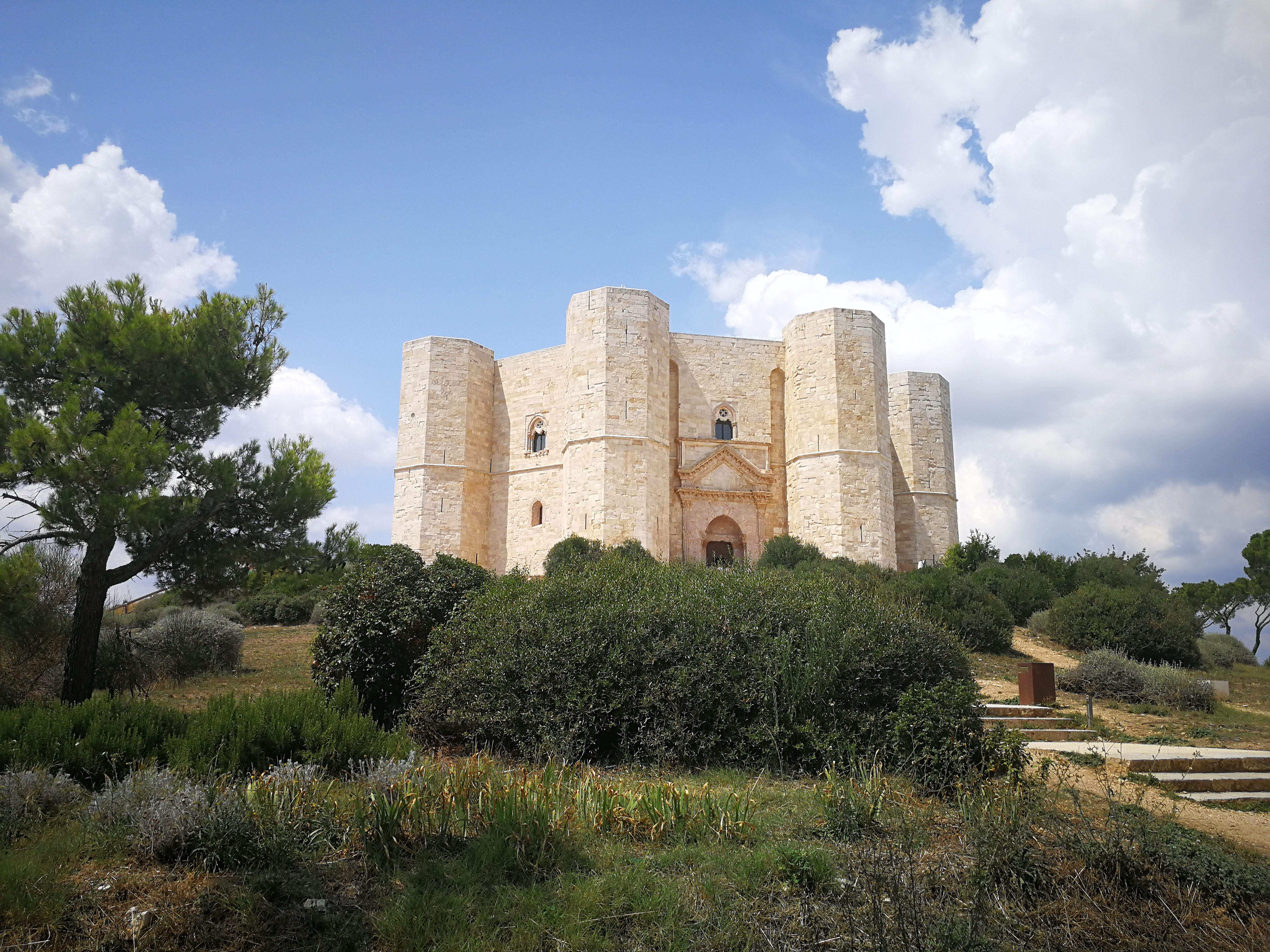
Кастель-дель-Монте императора Фридриха II Гогенштауфена
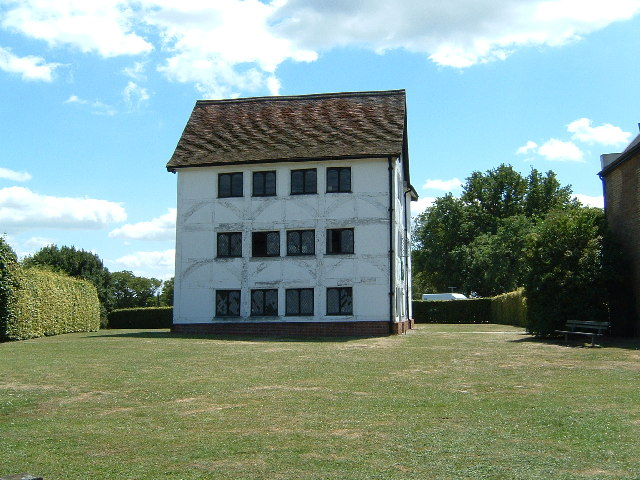
охотничий замок короля Генриха VIII в лесу Эппинг[англ.]
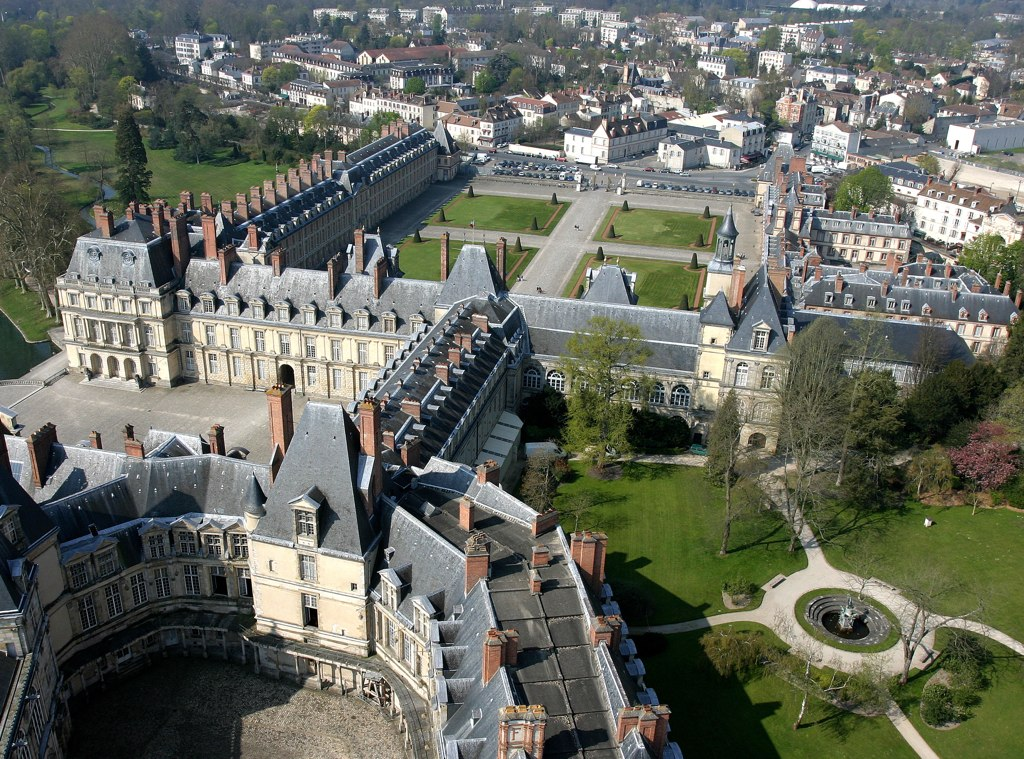
Замок Фонтенбло фо Франции
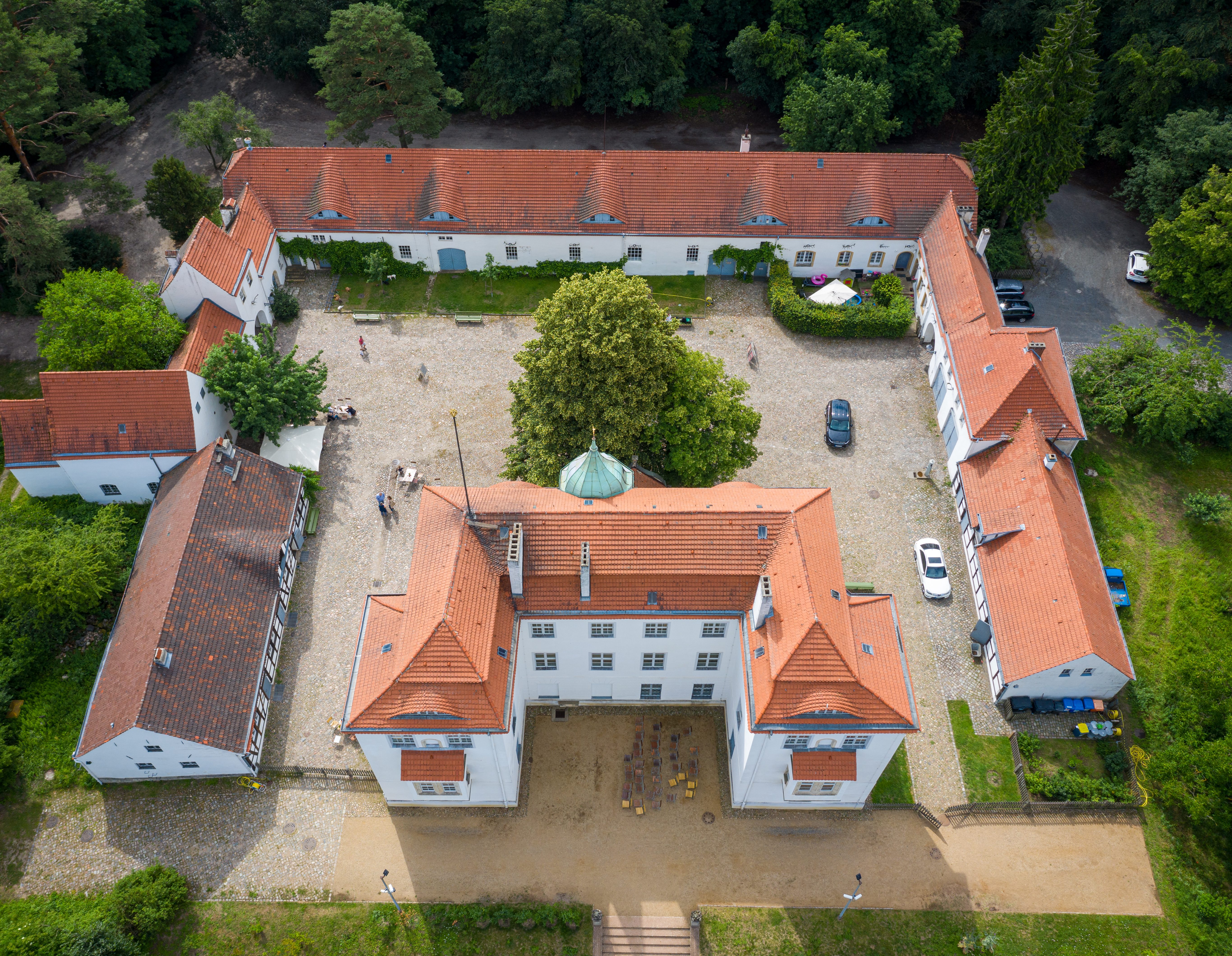
Охотничий замок Грюневальд около Берлина
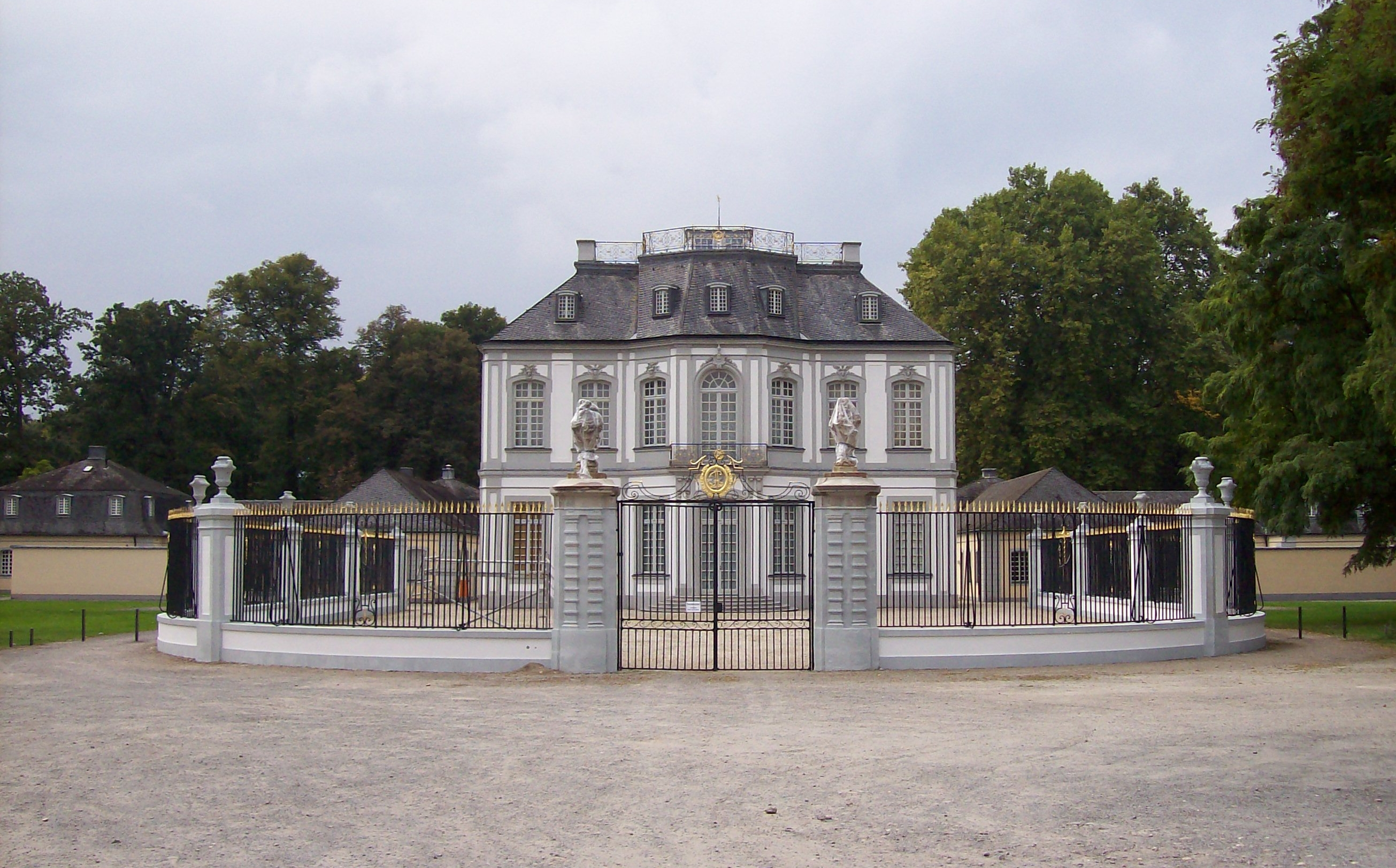
Замок Фалькенлуст, приспособленный для соколиной охоты
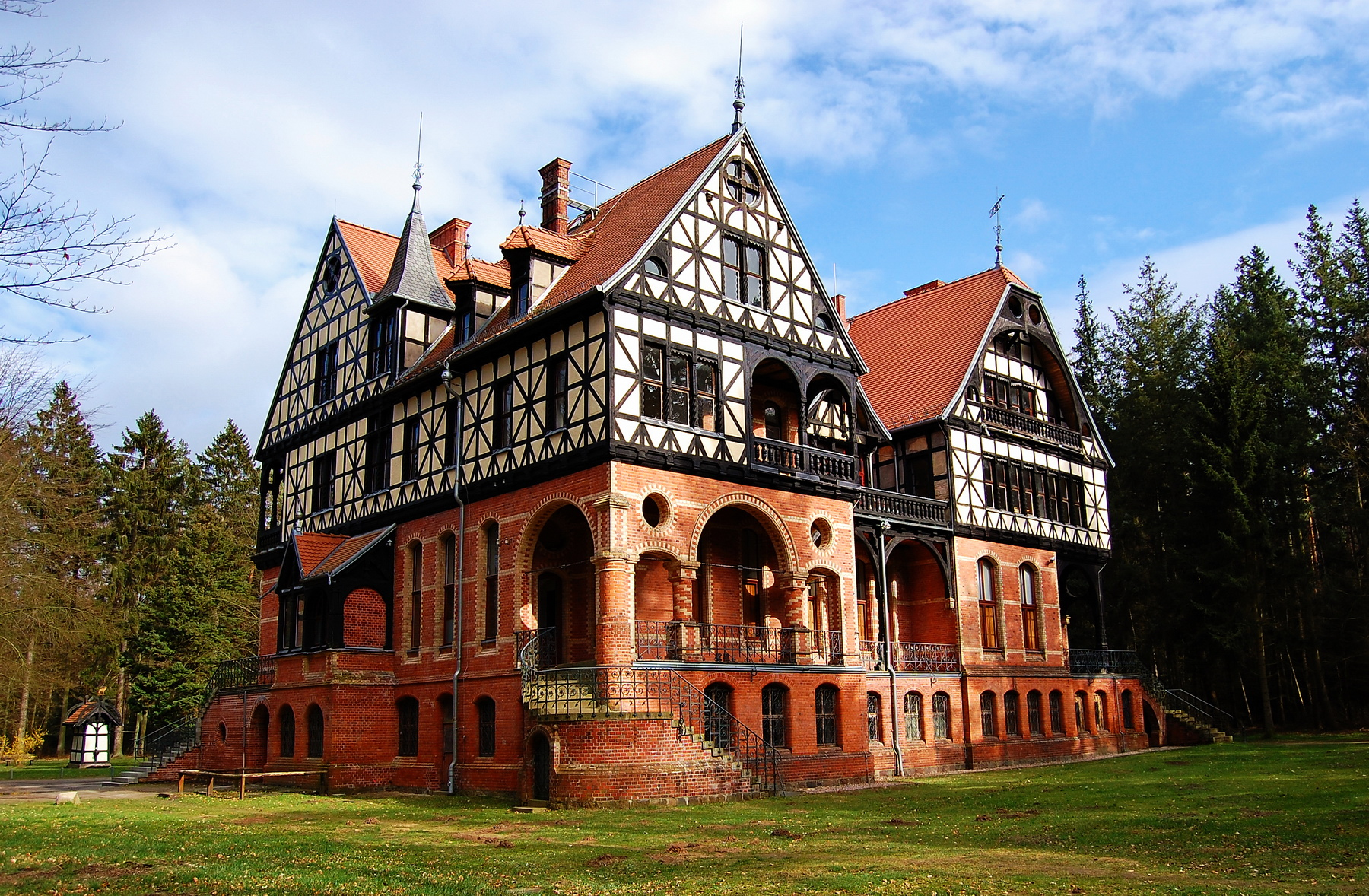
Охотничий замок Гельбензанде